# اچ‌ام‌اس ترشام (ام۲۷۳۶)
اچ‌ام‌اس ترشام (ام۲۷۳۶) (به انگلیسی: HMS Tresham (M2736)) یک کشتی بود. این کشتی در سال ۱۹۵۴ ساخته شد.